# Seemühle (Mellrichstadt)

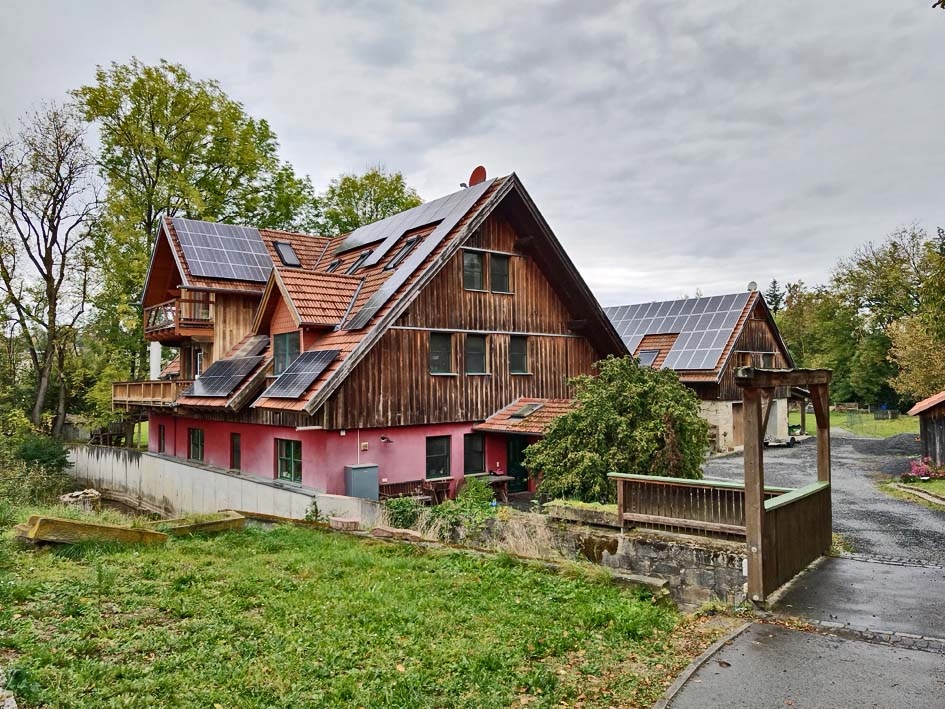
Neubau am Ort der Seemühle

Die Seemühle war eine Wassermühle der Gemeinde Mellrichstadt im Landkreis Rhön-Grabfeld. Die Seemühle liegt an einem Mühlbach, der in Mellrichstadt neben der Streu einherläuft, und zugleich an deren den Mühlbach kreuzendem Zufluss Mahlbach.

## Geschichte
Das genaue Alter der Seemühle ist unbekannt. Sie war ursprünglich Eigentum des Bischofs von Würzburg, der sie als Lehen vergab. Nach dem Dreißigjährigen Krieg fiel die abgebrannte Mühle an das Bistum zurück. 1676 erwarb Wilhelm Reder das Anwesen. Es verfiel später langsam, bis die Mühle 1996 schließlich abgerissen wurde. An ihrer Stelle entstand 1999 ein neues Wohnhaus.